# San Andrés (Ribera)
San Andrés es un cuadro del pintor español José de Ribera. Está realizado en óleo sobre lienzo. Mide 123 cm de alto y 95 cm de ancho. Fue pintado hacia 1631. Se encuentra en el Museo del Prado, Madrid, España. Representa al apóstol Andrés abrazado a la cruz en forma de aspa de su martirio. En la mano, lleva un anzuelo con un pez, recordando su oficio de pescador. Quedan fuertemente iluminados el rostro y el torso desnudo del santo.
Esta obra estuvo en el monasterio de El Escorial.
Es un ejemplo del tenebrismo de la primera época de José de Ribera, con marcados contrastes entre las zonas iluminadas y las sombrías. 
Este cuadro presenta una figura aislada, Andrés el Apóstol. La luz le cae desde la izquierda, violentamente. La figura está representada con gran realismo. Para este tipo de cuadros, Ribera copiaba modelos del natural, como los propios pescadores de Nápoles. 
De esta obra Mariano Fortuny hizo una copia parcial que se encuentra también en el Prado tras ser adquirida en 2014.